# Alex Oriakhi
Alexander Ayemere Oriakhi, detto Alex (Lowell, 21 giugno 1990), è un ex cestista statunitense, professionista in Europa.

## Carriera
Viene selezionato nel Draft NBA 2013 dai Phoenix Suns con la 57ª scelta assoluta; dopo aver giocato la Summer League di Las Vegas nel roster dei Suns, firma un contratto professionistico con i francesi del Limoges SP, lasciando però la squadra dopo sole quattro partite giocate. In seguito si accasa con gli israeliani dell'Hapoel Holon, ma dopo ulteriori quattro partite nel dicembre 2013 rescinde il contratto passando agli Erie BayHawks, squadra della NBDL affiliata ai New York Knicks. Successivamente dopo 22 partite giocate (19 delle quali in quintetto base) nell'arco di due mesi con medie di 7,8 punti e 6,8 rimbalzi in 21,4 minuti a partita, è ceduto agli Sioux Falls Skyforce, altra franchigia della NBDL, con cui debutta l'8 febbraio 2014 segnando 2 punti in 10 minuti di gioco. Nella parte finale di stagione gioca 21 partite con gli Skyforce, segnando 136 punti totali. A fine campionato rimane svincolato. Il 12 luglio 2014 i Phoenix Suns, che l'avevano scelto al draft, cedono i diritti NBA su di lui ai Sacramento Kings insieme ad una trade exception da 7 milioni di dollari in cambio di Isaiah Thomas. Nella stagione 2014-15 torna in Europa vestendo la maglia del Pieno žvaigždės nel campionato lituano. Nel 2015-16 passa in Italia all'Orlandina Basket.
A Capo d'Orlando gioca 30 partite con un minutaggio medio di 24,1 minuti segnando inoltre 8,6 punti per gara e raccogliendo 8,8 rimbalzi.
L'11 gennaio 2017, è ufficiale la firma al Garzas de Plata in Messico.

## Palmarès
- McDonald's All-American Game (2009)
- Campione NCAA (2011)
- All-NBDL All-Rookie First Team (2014)